# Boris Tisjtsjenko
Boris Ivanovitsj Tisjtsjenko (Russisch: Борис Иванович Тищенко) (Leningrad, 23 maart 1939 – Sint-Petersburg, 9 december 2010) was een Russisch componist, hoogleraar compositie en pianist.

## Opleiding
Tisjtsjenko studeerde bij Galina Oestvolskaja tussen 1954 en 1957 compositie aan de Muziekschool Leningrad en piano bij Michelis, en daarna tussen 1957 en 1963 compositie aan het Conservatorium van Leningrad bij Vadim Salmanov, Viktor Volosjinov en Orest Evlakhov. Na het behalen van zijn diploma's studeerde hij van 1962 tot 1965 onder Dmitri Sjostakovitsj, voor wie hij een mateloze bewondering koesterde. Dit leverde hem de bijnaam Dmitri II op. Vanaf 1965 gaf hij zelf compositieles aan het Conservatorium van Leningrad en in 1986 werd hij tot hoogleraar benoemd.
Tisjtsjenko heeft actief bijgedragen aan het smokkelen van (delen) van de memoires van Sjostakovitsj naar het Westen en heeft een ernstige aanvaring gehad met Solomon Volkov over de authenticiteit van diens publicatie Testimony (getuigenis), een biografie van het leven van Sjostakovitsj.

## Muziek
Tisjtsjenko wordt in Rusland gezien als een van meest vooraanstaande hedendaagse componisten. Hij is de 'Russische Stijl' trouw gebleven en heeft deze met mate vermengd met moderne compositietechnieken zoals elektronische muziek of twaalftoonsmuziek. Hij heeft werken in een meer experimentele stijl gecomponeerd maar kwam toch iedere keer weer terug bij zijn wortels. Hij moet gezien worden als een typisch kind van de Leningradse School. Dit komt mede door de enorme invloed die Sjostakovitsj op hem had. Vergelijk deze invloed met die van Sjostakovitsj op Mieczysław Weinberg.
Tisjtsjenko is de enige componist van wie een origineel werk door Sjostakovitsj werd georkestreerd. Het betreft hier de orkestratie van Tisjtsjenko's eerste celloconcert. Tisjtsjenko heeft weer liederen voor solostem en piano van Sjostakovitsj georkestreerd voor solostem en orkest. Hier is sinds 2006 een opname van beschikbaar.
Tisjtsjenko staat in politiek opzicht niet bekend als een hemelbestormer of recalcitrant (in de definitie van de Russische politiek) type maar werd zeker een tijdlang door de KGB geschaduwd omdat hij werd, en wordt, gezien als een zeer invloedrijk persoon. Zijn compositie Requiem was bijvoorbeeld wel een tijd een verdacht werk omdat het gecomponeerd was op teksten van de verboden dichteres Anna Achmatova.

### Enkele werken
- opus 20: Symfonie nr. 1
- opus 23: Celloconcert nr. 1
- opus 9/29: Vioolconcert nr. 1
- opus 36: Symfonie nr. 3
- opus 58: Yarlosavna (ballet)
- opus 69: Harpconcert
- opus 92: Symfonie Kroniek van een Beleg
- opus 105: Symfonie nr. 6
- opus 119: Symfonie nr. 7
- opus 123/4: Dantesymfonie nr. 3
- opus 144: Concert voor viool, piano en strijorkest

## Registraties
Van Boris Tisjtsjenko's muziek is op cd niet veel verkrijgbaar.
- Een opname van de 5de Symfonie, gecomponeerd ter nagedachtenis aan Dmitri Sjostakovitsj, was verkrijgbaar op het Engelse label Olympia.
- Een opname van de 7de Symfonie is internationaal uitgebracht en is goed verkrijgbaar, op het cd-label Naxos.
- Op het Engelse label Chandos is een uitgave van het door Sjostakovitsj georkestreerde celloconcert van Tisjtsjenko verkrijgbaar.
- Op het label Northern Flowers komen langzamerhand privéopnamen uit. Inmiddels zijn uit Symfonie nr. 1, Symfonie nr. 3, Symfonie nr. 6, Symfonie Kroniek van een Beleg en een ballet: Yaroslavna; de geluidskwaliteit is niet altijd even goed, maar de opnamen zijn historisch (vaak de enige).